# Hanover (Maryland)
Pour les articles homonymes, voir Hanovre.
Hanover est une communauté non incorporée (unincorporated community) du comté d'Anne Arundel et de Howard dans le Maryland. Hanover est situé au sud de Baltimore, dans la zone statistique combinée de Baltimore-Washington Métropole. 

## Histoire
Auparavant, la communauté s'appelait Anderson. Un bureau de poste fut établi le long de la ligne de chemin de fer B&O de 1874 à 1881, au bord de l'avenue Anderson. En 1896, le bureau de poste change de nom et devient désormais "Hanoverville".
Le centre commercial Arundel Mills ouvrit ses portes en 2000. La population a explosé, de nombreux magasins et lotissements ont poussé le long de la route 713 (Arundel Mills Boulevard). Le 2 novembre 2010, les votants du comté d'Anne Arundel ont accepté la construction d'un complexe de jeu contenant près de 4750 machines à sous. Le complexe de casino a ouvert sous le nom de Maryland Live! en juin 2012. Depuis 2018, Amazon dispose d'un entrepôt de livraison à Hanover.

## Démographie
Selon l'enquête sur la communauté américaine par le Bureau du recensement des États-Unis de 2014-2018, le salaire médian de Hanover est de 116 098$, le salaire moyen étant de 94 025$. 857 personnes sont sous le seuil de pauvreté. Hanover est composé de 7110 ménages. La population serait de 17 947 habitants.
| Race/Origine ethnique   | % 2020 |
| ----------------------- | ------ |
| Blanc                   | 49     |
| Noir et Afro-Américains | 28     |
| Asiatique               | 13     |
| Race mixés/Multi-Race   | 5      |
| Hispaniques ou Latino   | 5      |

Hanover est la ville avec la plus grande diaspora asiatique du comté d'Anne Arundel.